# Forêts (pièce de théâtre)
Pour les articles homonymes, voir Forêt (homonymie).
 (janvier 2021).
- Si vous ne connaissez pas le sujet, laissez ce bandeau (vous pouvez alors contacter les auteurs).
- Si vous supprimez le contenu mis en cause (vous pouvez préalablement contacter les auteurs),

argumentez précisément cette suppression dans la page de discussion
(un manque de référence n'est pas un argument ; une recherche réelle de référence doit avoir été effectuée, être formellement documentée).
 (janvier 2021).
La mise en forme du texte ne suit pas les recommandations de Wikipédia : il faut le « wikifier ».
Les points d'amélioration suivants sont les cas les plus fréquents. Le détail des points à revoir est peut-être précisé sur la page de discussion.
- Les titres sont pré-formatés par le logiciel. Ils ne sont ni en capitales, ni en gras.
- Le texte ne doit pas être écrit en capitales (les noms de famille non plus), ni en gras, ni en italique, ni en « petit »…
- Le gras n'est utilisé que pour surligner le titre de l'article dans l'introduction, une seule fois.
- L'italique est rarement utilisé : mots en langue étrangère, titres d'œuvres, noms de bateaux, etc.
- Les citations ne sont pas en italique mais en corps de texte normal. Elles sont entourées par des guillemets français : « et ».
- Les listes à puces sont à éviter, des paragraphes rédigés étant largement préférés. Les tableaux sont à réserver à la présentation de données structurées (résultats, etc.).
- Les appels de note de bas de page (petits chiffres en exposant, introduits par l'outil «  Source ») sont à placer entre la fin de phrase et le point final[comme ça].
- Les liens internes (vers d'autres articles de Wikipédia) sont à choisir avec parcimonie. Créez des liens vers des articles approfondissant le sujet. Les termes génériques sans rapport avec le sujet sont à éviter, ainsi que les répétitions de liens vers un même terme.
- Les liens externes sont à placer uniquement dans une section « Liens externes », à la fin de l'article. Ces liens sont à choisir avec parcimonie suivant les règles définies. Si un lien sert de source à l'article, son insertion dans le texte est à faire par les notes de bas de page.
- La présentation des références doit suivre les conventions bibliographiques. Il est recommandé d'utiliser les modèles {{Ouvrage}}, {{Chapitre}}, {{Article}}, {{Lien web}} et/ou {{Bibliographie}}. Le mode d'édition visuel peut mettre en forme automatiquement les références.
- Insérer une infobox (cadre d'informations à droite) n'est pas obligatoire pour parachever la mise en page.

Pour une aide détaillée, merci de consulter Aide:Wikification.
Si vous pensez que ces points ont été résolus, vous pouvez retirer ce bandeau et améliorer la mise en forme d'un autre article.
Forêts est une pièce de théâtre crée en mars 2006 par le dramaturge francophone Wajdi Mouawad. Après Littoral (1998) et Incendies (2003), mais avant Ciels (2009), Forêts se présente comme le troisième volet de la tétralogie intitulée Le Sang des promesses. Ce drame contemporain, qui emprunte tout autant à la tragédie antique qu’à l’épopée, au mélodrame, au polar, au thriller d’espionnage et au récit d’initiation, est joué pour la première fois en 2006 à l’Espace Malraux – Scène Nationale de Chambéry et de la Savoie  et est éditée pour la première fois chez Actes Sud  à Arles et chez Leméac à Montréal (2015). 
La logique d’ensemble du Sang des Promesses s’est révélée peu à peu à son auteur comme une évidence sourde et élémentaire : « je réalisais que si Littoral était l’histoire d’un fils devant son père, Incendies était celle d’une fille devant sa mère. La forme des deux spectacles me donnait l’impression d’une continuité dans l’idée d’un théâtre de récit, épique et tragique. Alors, comme Incendies était le feu et Littoral, l’eau, je me suis amusé à imaginer la terre et l’air, ce qui a donné naissance à cette impression de tétralogie qui, avec Forêts, s’est confirmée ».

## La pièce

### Intrigue
Forêts est le récit de sept femmes liées par le sang et séparées par le temps. L’histoire, de 1870 à aujourd’hui, est portée par la plus jeune d’entre elles :  le personnage de Loup, une jeune québécoise de seize ans qui, à la suite de la mort de sa mère Aimée, remonte le fil de ses origines afin d’élucider les mystères de sa famille et de retrouver les vérités du passé. Au cours de sa quête, elle découvre un enchaînement douloureux de promesses tenues et oubliées, d’amours impossibles, d’enfances cadenassées, de silences, d’abandons et de folies. 

### Les personnages et leurs caractéristiques

#### Alexandre Keller
Alexandre Keller est un riche industriel alsacien ayant choisi en 1873 la nationalité allemande, et dont les mines et les usines emploient des enfants et des animaux maltraités. Il est le père d’Albert Keller, mais également d’Hélène et d’Edgar (de par son amante Odette). 

#### Odette Garine
Odette est la maîtresse d’Alexandre Keller. Elle tombe enceinte d’Alexandre et porte dans son ventre des jumeaux : Hélène et Edgar. Or, Alexandre refuse d’épouser Odette, alors qu’il l’aime, prenant le parti de ne pas vivre son amour pour préserver la famille Keller. Odette, poussée par la vengeance, épouse en secret Albert Keller, le fils d’Alexandre. Odette promet à Alexandre de ne jamais révéler à Albert qui est le véritable père de ses enfants. Elle fait ainsi croire à Albert que les enfants qu’elle porte sont le fruit d’un viol subit dans les mines. Odette et Albert iront s’installer dans une maison au creux d’une forêt. De l’union d’Odette et d’Albert naîtra Edmond. 

#### Albert Keller
Albert Keller est le fils d’Alexandre Keller. Albert, se mariant secrètement avec Odette pour se libérer de son père et pour vivre heureux loin de lui, construit une maison dans la forêt des Ardennes loin de toute civilisation.  La maison dans la forêt est pour lui un lieu utopique hors d’atteinte du monde et de la guerre et permettant d’échapper à l’Histoire. Cette maison deviendra un zoo où les animaux et les humains seront égaux. Albert est ainsi le frère de sang et le père symbolique d’Hélène et d’Edgar, mais également l’amant d’Hélène. 

#### Hélène
Hélène est la fille d’Alexandre Keller et d’Odette. Elle est la jumelle d’Edgar. Hélène, avec son frère, sera élevée par Odette et Albert dans la maison au milieu de la forêt. Convaincue qu’elle est le fruit d’un viol perpétré sur sa mère dans une mine, elle se laisse aimer Albert. Elle partagera son lit avec Albert, c’est-à-dire avec son frère de sang et son père symbolique. 

#### Edgar
Edgar est le fils d’Alexandre Keller et d’Odette. Il est le jumeau d’Hélène. Edgar, ne pouvant trouver le bonheur et l’amour dans le rêve d’Albert et ne pouvant supporter l’union de sa sœur avec ce dernier, décide d’assassiner son père et de violer sa sœur Hélène. Edgar se suicide par la suite. 

#### Edmond (Edmond le girafon)
Edmond est le fils d’Albert Keller et d’Odette. Avant de quitter le zoo, Edmond promet à sa sœur Hélène de ne pas l’abandonner et de revenir la chercher. Ce n’est que trop tard qu’Edmond cherche ce qu’il est advenu du zoo. La folie finit par s’emparer de lui. 

#### Jeanne
Jeanne est la première fille issue de l’union d’Hélène et d’Albert. Elle habite la maison dans la forêt. 

#### Marie
Marie est la seconde fille issue de l’union d’Hélène et d’Albert. Elle habite également la maison dans la forêt. 

#### Léonie
Léonie est la fille d’Hélène et la sœur cadette de Jeanne et Marie. Léonie est aussi la sœur jumelle d’un être monstrueux qui n’est jamais nommé. Leur père pourrait être Albert, mais pourrait également être Edgard (à cause du viol d’Edgar sur sa sœur Hélène à la suite du meurtre d’Albert). Plus tard, Léonie tombera amoureuse de Lucien Blondel, avec qui elle aura un enfant : Ludivine. À la suite de la mort de Lucien, elle donnera Ludivine en adoption. Comme une promesse, elle lui tatouera « Je ne t’abandonnerai jamais » sur le dos. En 1951, Léonie meurt et est enterrée au milieu de la forêt par Edmond. 

#### Lucien Blondel
Lors de la Première Guerre Mondiale, en 1917, le soldat Lucien Blondel déserte le champ de bataille pour se réfugier dans une forêt. Là, il tue son frère Louis et traverse une rivière étrange et obscure. Serpentant au milieu des arbres, il découvre un zoo où trois femmes vivent au milieu des animaux sauvages. Au cœur de ce paradis improbable, Lucien rencontre Léonie avec laquelle il vivra une histoire d’amour « sans se douter que leur union sera, à l’image de ce siècle, le théâtre de douloureuses déchirures». Lucien et Léonie auront un enfant : Ludivine. Lucien fait la promesse à Léonie de la sortir de la forêt et de l’emmener loin avec lui. Or, Lucien meurt dans la fosse en essayant de tuer le frère monstrueux de Léonie et de libérer Hélène, la mère de Léonie. 

#### Ludivine
Ludivine est la fille de Léonie et de Lucien. Elle est peintre. Comme une promesse, la phrase « Je ne t’abandonnerai jamais » est tatouée sur son dos. Ludivine, bien avant Loup, part à la recherche de ses origines. Elle cherche d’abord à retrouver Edmond qui a été témoin d’une partie de son enfance passée dans la maison au milieu de la forêt, sans communication avec le monde extérieur. Ludivine cherche à savoir qui elle est et suppose qu’Edmond peut lui donner cette information. Lors de la Seconde Guerre Mondiale, Ludivine appartient à un groupe de résistants : le réseau Cygogne. Non juive et stérile, elle donne son identité et sa vie à son amie Sarah, une juive enceinte. 

#### Sarah
Sarah, comme Ludivine et Samuel, appartient à un réseau de résistance pendant la Seconde Guerre Mondiale. Sarah, juive et enceinte de Luce, accepte d’échanger son identité avec Ludivine pour sauver sa vie. 

#### Samuel
Samuel est l’amant de Sarah et le père de Luce. Il est lié à Damien par une promesse qu’il lui a faite et décide de sacrifier sa vie pour rendre hommage à la mort de son ami. 

#### Luce
Luce est la fille de Sarah et Samuel. Elle pense toutefois être la fille de Ludivine. Luce est la mère biologique d’Aimée. 

#### Achille
Achille est l’amant de Luce et le père biologique d’Aimée. 

#### Aimée Lambert
Aimée est la mère de Loup. Les parents biologiques d’Aimée sont Achille et Luce, alors que ses parents adoptifs sont Marie et Jacques Lambert. Elle est née à Rimouski, mais vit à Montréal. La pièce s’ouvre sur un 16 novembre 1989 à une fête qu’elle lance pour célébrer l’anniversaire de Baptiste, mais aussi pour annoncer à ses amis qu’elle est enceinte d’une petite fille. La même soirée, Aimée fait une crise d’épilepsie où elle voit un soldat de la Première Guerre Mondiale : Lucien Blondel. C’est à la suite d'un examen neurologique qu’elle apprend qu’elle est atteinte d’un mal incurable, son cerveau étant rongé par une tumeur maligne, un cancer déjà très avancé, qui se serait formée autour d’un fragment d’os de crâne humain dont la présence est inexplicable scientifiquement. La chimiothérapie pouvant sauver la mère, mais étant nocive pour le fœtus, l’avortement est fortement conseillé par le médecin. L’évènement du 6 décembre 1989, la tuerie de l’École polytechnique de Montréal, décide de l’existence de Loup. Aimée refuse de tuer une quinzième femme et donne sa vie pour celle de sa fille. 

#### Baptiste
Baptiste est l’amant d’Aimée et le père de Loup.

#### Loup
Loup, protagoniste du récit, est une jeune rebelle québécoise de seize ans (en 2006) et l’enfant d’Aimée et de Baptiste. Elle est une adolescente marquée par un chagrin et une colère auxquels elle ne comprend rien. Loup fait une promesse à sa mère : quand elle sera morte, elle veillera à ce que l’os soit sorti de sa tête, que l’os et elle-même soient brûlés l’un séparé de l’autre et qu’aucune étude scientifique ne soit effectuée. Loup ne tient pas promesse : des analyses sont faites et révèlent que l’os dans le cerveau d’Aimée est un fragment éclaté d’un crâne humain retrouvé dans le camp de concentration de Dachau en 1946 par le père de Douglas Dupontel. Loup ouvre ainsi une porte sur le passé ténébreux de sa famille et est forcée d’entamer une quête sur les traces et le futur de leur destinée. Elle n’a d’autres choix que de résoudre « l’énigme qui cadenasse son existence».

#### Douglas Dupontel
Douglas Dupontel est un paléontologue. Il fait une promesse à son père, paléontologue également : il promet de tenter de reconstituer, à son tour, le crâne brisé à coup de marteau d’une femme à Treblinka, auquel il ne manque que l’os de la mâchoire supérieure. Douglas tente ainsi d’achever le travail de son père et de sortir des ténèbres le visage de cette femme tuée violemment. Il sera l’adjuvant de Loup dans sa quête.

### Structure
I – LE CERVEAU D’AIMEE
1. Oracle ; 2. Examen neurologique ; 3. Radiographies ; 4. Diagnostic ; 5. Des femmes ; 6. Césarienne
II – LE SANG DE LEONIE
7. Zoo ; 8. La fosse
III – LA MACHOIRE DE LUCE
9. Achille volant ; 10. Luce
IV – LE VENTRE D’ODETTE
11. Père et fils ; 12. Passion ; 13. Longue distance ; 14. Edmond le girafon ; 15. Le ventre d’Odette ; 16. Cimetière ; 17. Je ne t’abandonnerai jamais ; 18. Le bonheur des girafes
V – LA PEAU D’HELENE
19. Pluie (« Ma mémoire… »)
VI – LE SEXE DE LUDIVINE
20. Samuel Cohen ; 21. Sarah Cohen ; 22. Ludivine Davre
VII – LE CŒUR DE LOUP
23. Douglas Dupontel ; 24. Le cœur de Loup

### Résumé
Lorsque la pièce commence, la catastrophe est déjà survenue, c’est-à-dire qu’elle appartient au passé et qu’elle s’est produite avant l’arrivée de Loup. C’est le devoir de Loup de résoudre l’énigme de son passé familial et d’y « faire le ménage». De fait, l’élément déclencheur de la pièce est lorsque Loup, convaincue par son compagnon de route Douglas Dupontel, accepte de joindre sa volonté à son devoir. Le moment de reconnaissance de Loup par rapport au passé de sa famille est ce qui dénoue le conflit et montre que le protagoniste a trouvé sa place au sein d’une filiation jusque-là inconnue et au sein du monde. L’enterrement d’Aimée, où Loup lit son poème, est la preuve qu’elle est en paix avec sa mère et avec le passé. Elle est ainsi libérée du devoir. La leçon de la fable est donc que, même dans les situations les plus désespérées, il est encore possible de faire des choix. Et c’est en raison de ces choix désormais connus que Loup peut comprendre qu’il n’y a pas eu abandon sur abandon, mais au contraire des enfants sauvés contre toutes les forces mortifères et dominantes. Elle sait, à la fin, qu’elle peut vivre et devenir sujet de son histoire, parce qu’elle est allée chercher un sens du côté des morts oubliés. 
Toutefois, pour voir ces symétries éclairantes sous forme de schéma narratif, il faut avoir démêlé les histoires et reconstitué l’histoire. Or celle-ci ne peut s’appréhender que par les chemins de traverse qui mènent au cœur de la forêt, à l’origine de toutes ces forêts, c’est-à-dire au centre de la pièce, directement dans « LE VENTRE D’ODETTE ». Et au centre de ce centre, se trouve à nouveau « Le ventre d’Odette » (15).  Le titre, sur le mode de la mise en abyme, suggère que c’est bien là que les énigmes doivent être posées pour être résolues. 

### Cadre spatio-temporel
Forêts s’échelonne sur sept générations et met en scène trois guerres (la Guerre franco-allemande de 1870, la Première Guerre mondiale (1914-1918) et la Seconde Guerre mondiale (1939-1945)) ainsi que plusieurs évènements historiques marquants du XXe siècle comme La chute du Mur de Berlin ou la Tuerie de l'École polytechnique de Montréal.
L’enquête de Loup et de Douglas Dupontel est ainsi spatio-temporelle. De plus, les lieux, au contraire des pièces Littoral, Incendies et Ciels, sont explicitement donnés : la quête de Loup, accompagnée de Douglas, la conduira de Montréal au Bas-Saint-Laurent, de Reims à Metz et à la forêt des Ardennes.
L’histoire de Forêts est ainsi pluriséculaire : on y retrouve un enchâssement des temporalités et des imbrications complexes des époques et des lieux. Cette façon d’enchâsser les temporalités, où la trame narrative dévoile le passé et les actions au présent du protagoniste, est intrinsèquement liée à la représentation et montre l’interconnexion de l’Histoire et du présent.
Un des principes fondateurs de cette œuvre est que le temps de la représentation se divise sur scène entre le temps de la quête (soit le présent des protagonistes) et la représentation d’épisodes appartenant au passé que voit le spectateur, mais que ne voient pas les personnages qui mènent l’enquête. L’écriture et la mise en scène se recoupent de telle manière que certains personnages semblent se parler d’une génération à une autre. Les fantômes qui hantent les esprits de chacun prennent vie et évoluent sur le même plan, et, tout en renforçant l’écart qu’il y a entre eux, ces images scéniques les rendent plus proches. Tout se passe alors comme si ces épisodes relevaient d’une mémoire ignorée par les enfants, mais présente en eux à leur insu. Wajdi Mouawad réunit donc le passé et le présent dans le même espace afin de trouver les clés qui ouvriront les portes d’un avenir serein. 
Cette manipulation des temporalités dans la dramaturgie mouawadienne est au service d’une expérience tragique où le poids du passé empêche le héros d’agir si ce n’est pour trouver la cause de son héritage malheureux. Il s’agit ainsi d’un théâtre qui se penche sur des évènements passés et s’inscrit dans une démarche du théâtre contemporain où l’action ne se déroule plus dans un présent absolu, mais consiste en un retour réflexif et interrogatif sur un drame passé et une catastrophe déjà advenue.

### Thèmes importants

#### Retour au passé, aux origines et à la mémoire
Dans Forêts, on retrouve une grande importance donnée à la connaissance du passé, des origines et de la mémoire. Cette connaissance, qui permet de passer de l’oubli à la mémoire, des ténèbres à la lumière et des silences à la parole,, n’est possible que grâce à l’acceptation de la quête du retour aux origines par la protagoniste. Or, pour Loup cette anabase (retour aux origines) s’apparente davantage à une catabase (descente aux enfers) puisque dans l’œuvre mouawadienne, les liens de parenté des protagonistes ne relèvent pas de la simplicité : ils sont plutôt tordus, les enfants éprouvant de l’amour et de la haine envers leurs parents à un degré tel que cela donne lieu à des relations incestueuses et à des parricides. Par exemple, dans Forêts, Albert Keller se marie avec Odette Garine pour échapper au pouvoir paternel, mais il ne sait pas que sa femme est enceinte de son propre père, Alexandre Keller. Le couple de nouveaux mariés s’installe dans la forêt des Ardennes où ils font construire un zoo pour y vivre. Albert et Hélène, son enfant illégitime, entretiennent des rapports sexuels alors qu’ils savent que tous les autres membres de la famille sont au fait de leur relation incestueuse. Inévitablement, la jeune femme tombe enceinte. Animé par une fureur meurtrière, Edgar, n’en pouvant plus de ce cirque malsain, poignarde son père pendant qu’il fait l’amour à sa sœur Hélène, pour finalement violer cette dernière : « plantant et replantant et replantant et replantant encore et encore et plus profondément encore et violemment et sans cesse son sexe dans celui de sa jumelle». 
Il s’agit également d’une catabase puisque les chemins de la mémoire du sang mènent à une connaissance douloureuse de l’autre et de soi. La quête des origines est aussi une quête identitaire. En effet, les protagonistes mouawadiens sont toujours en quête d’une reconstruction de leur identité, car le passé ou la nomination est partie intégrante de l’identité. En accédant à la connaissance de ses origines, Loup (comme Wilfrid, Jeanne et Simon) trouve une manière d’apaiser le mal être qui la ronge à l’ouverture de la pièce, mais auquel elle n’a pas encore de réponse puisque son monde semble ne lui offrir, de prime abord, aucune échappatoire menant hors du cycle de la violence et de la colère. 
Cette idée du retour aux origines et à la mémoire du sang est mise en scène grâce à des épisodes de résurgence du passé que l’on retrouve tout au long de la pièce : même s’ils sont dans un premier temps incompréhensibles, tant pour les spectateurs que pour les personnages, au fur et à mesure qu’avance la quête, les premières scènes de résurgence s’éclairent aux yeux des spectateurs alors qu’elles n’ont pas encore pris sens pour les personnages.

#### Fatalité, destin et déterminisme
Dans Forêts, le lien de sang est un déterminisme, c’est-à-dire que le présent et les actions de Loup sont liés et déterminés par la chaîne des évènements antérieurs qui ont marqué l’histoire de sa famille. La protagoniste est prisonnière d’une vie inéluctable où le passé dicte le présent comme imposition, dans un contexte où seule l’acceptation de sa quête peut mettre fin au cycle de la violence, de la colère et du chagrin.
On retrouve ici des thèmes antiques faisant ressurgir une nouvelle Antigone ou un nouvel Œdipe, ainsi que l’idée de la faute première qui renvoie à une malédiction à l’image de celle des tragédies grecques sur les Atrides et les Labdacides. Dans cette pièce, le crime initial est celui d’Alexandre Keller sur Odette Garine, puisque ce dernier use de la force et fait d’elle un simple objet. Il a joui d’elle, il la laisse. Son rejet, alors qu’elle est enceinte de ses œuvres, équivaut à un viol symbolique qui recentre le propos sur la structure archaïque essentielle des relations de domination. En ce sens, Loup n’est pas responsable des fautes du passé. Toutefois, la question de la responsabilité, comme dans les tragédies grecques, n’est pas l’essentiel de la quête puisqu’elle ne permet pas d’agir dans le présent et de résoudre le conflit. 
Loup, une fois consciente de l’importance de la quête pour le présent et de la nécessité de faire un lien entre le passé et le présent, voudra tordre le cou au destin et casser le fil du malheur. La quête de Loup fait ainsi écho à celle de Ludivine, amorcée des années plus tôt, en 1943, puisque le sacrifice de Ludivine pour Sarah était aussi une façon de se libérer du crime premier et mettre fin à ces générations de douleur. Comme Loup, Ludivine et Sarah désirent elles aussi tordre le cou au destin. Les deux quêtes se répondent sur scène, comme si le passé en appelait au présent. 
De fait, Forêts renverse le modèle tragique traditionnel puisque le protagoniste déjoue la fatalité et l’hérédité de la haine pour offrir une rédemption à ses compagnons et à lui-même,. Si, dans la tragédie grecque, le protagoniste doit mourir des conséquences de la faute, la pièce de Mouawad crée plutôt un retour à l’équilibre pour le héros, qui échappe à son destin tragique en reconstituant son arbre généalogique, comme le montre le long monologue poétique en fin de pièce.

## Analyse et commentaires

### Sens de l’œuvre
peut être que l'écrivain s'est inspiré de la mythologie grecque

### Sens du titre
le sens du titre et que cette histoire est une histoire se passant dans une forêts et les souvenirs d'une personne dans cette forêt

## Citations
- « Un passé mystérieux nous hurle des réponses. L’entendez-vous ? Il semble nous dire que votre présence ici, dans ce monde, est liée à ce crâne et donc, par le même effet de retournement, le visage de cette femme est caché quelque part dans les replis de votre origine. Qui est-elle, cette femme tirée du néant ? Où et quand est-elle née ? Qui a-t-elle aimé ? Quelle lien secret et mystérieux la rattache à votre famille et à votre passé ? (59) »
- « D’où ça vient tout ça ? Cette douleur ? Qu’est-ce qui t’a fait si mal et qui, malgré la beauté de ton visage, Luce, t’a si horriblement déchirée, a déchiré ma mère et continue encore à me déchirer ? (77) »
- « Ludivine mère de Luce qui est la mère d’Aimée qui est la mère de Loup. Ludivine abandonnée dans un orphelinat a abandonné Luce qui a abandonné Aimée qui a abandonné Loup. Et Loup, qui va-t-elle abandonner ? (102) »
- « Maman, / Où s’arrête notre cœur ? / Jusqu’où son battement peut-il se faire entendre ? / Le mien bat jusqu’à la nuit des temps / Pour enfin rallumer la lumière / Et sortir toutes nos enfances des ténèbres (161) »

## Première représentation[2]
- Texte et mise en scène :  Wajdi Mouawad
- Distribution : 
  - Jean Alibert : Edmond
  - Yannick Jaulin ou Jean-Sébastien Ouellette : Achille, Albert
  - Linda Laplante : Aimée
  - Anne-Marie Olivier ou Catherine Larochelle ou Véronique Côté : Ludivine
  - Patrick Le Mauff ou Gérald Gagnon : Douglas Dupontel
  - Marie-France Marcotte : Léonie, Luce
  - Bernard Meney : Baptiste, Alexandre
  - Véronique Côté ou Anne-Marie Olivier : Hélène
  - Marie-Ève Perron : Loup
  - Emmanuel Schwartz : Samuel Cohen
  - Olivier Constant ou Guillaume Séverac-Schmitz : Lucien, Edgar

- Assistant à la mise en scène et régie : Alain Roy
- Dramaturgie : François Ismert
- Scénographie : Emmanuel Clolus
- Costumes : Isabelle Larivière
- Lumières : Eric Champoux
- Création son : Michel Maurer
- Musique originale : Michael Jon Fink
- Maquillages : Angelo Barsetti
- Tenue du texte : Valérie Puech
- Production :  Anne Lorraine Vigouroux ou Arnaud Antolinos & Maryse Beauchesne
- Direction technique : Laurent Copeaux ou Gérard Forges

Durée : 4h / en trilogie 3h45

## Réceptions et critiques
Cette pièce a été très appréciée, entre autres par la nature captivante des histoires racontées et par le talent des comédien(ne)s. 